# Mariusz Dawid Dastych

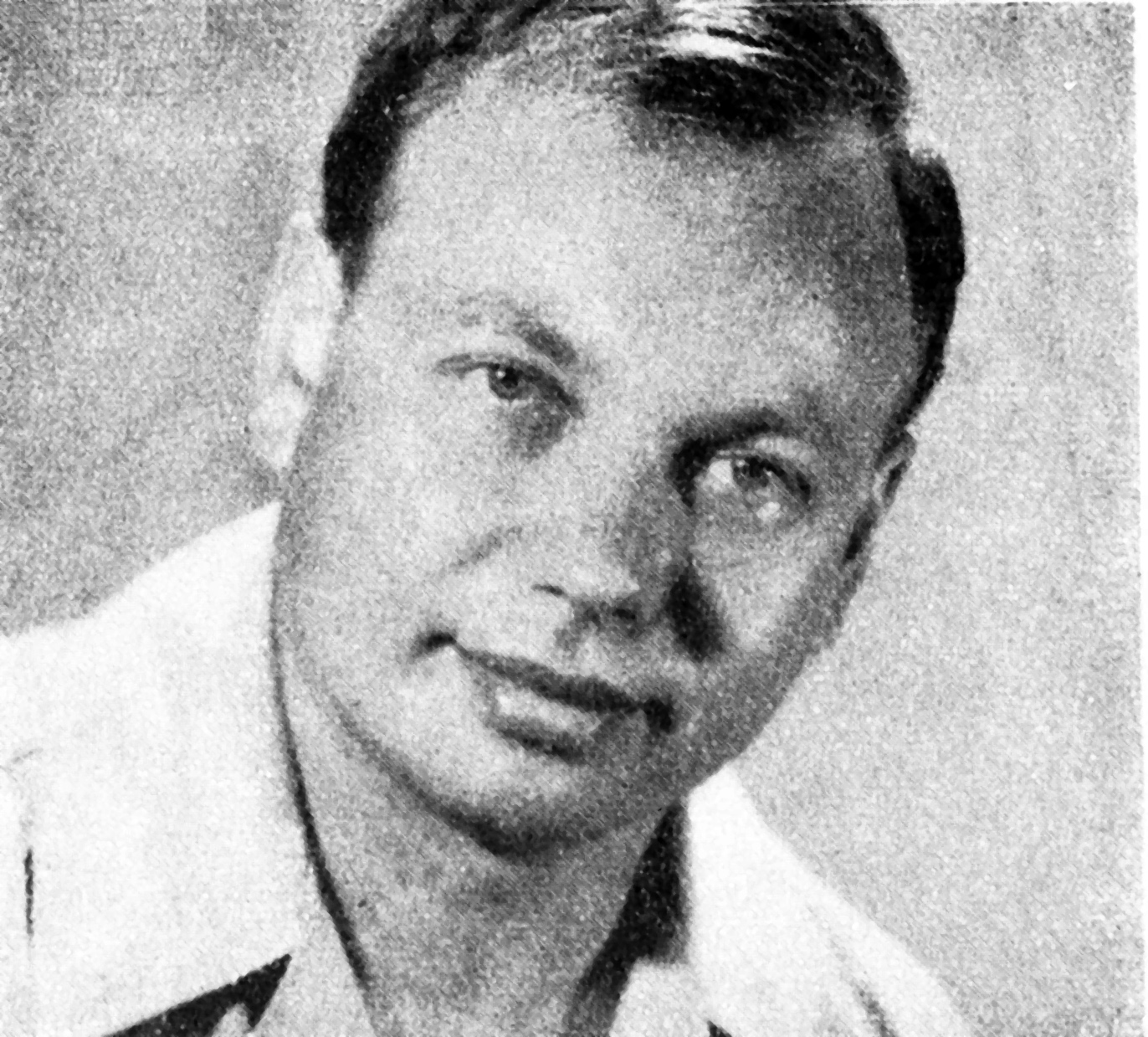
Mariusz Dastych w 1974 r.

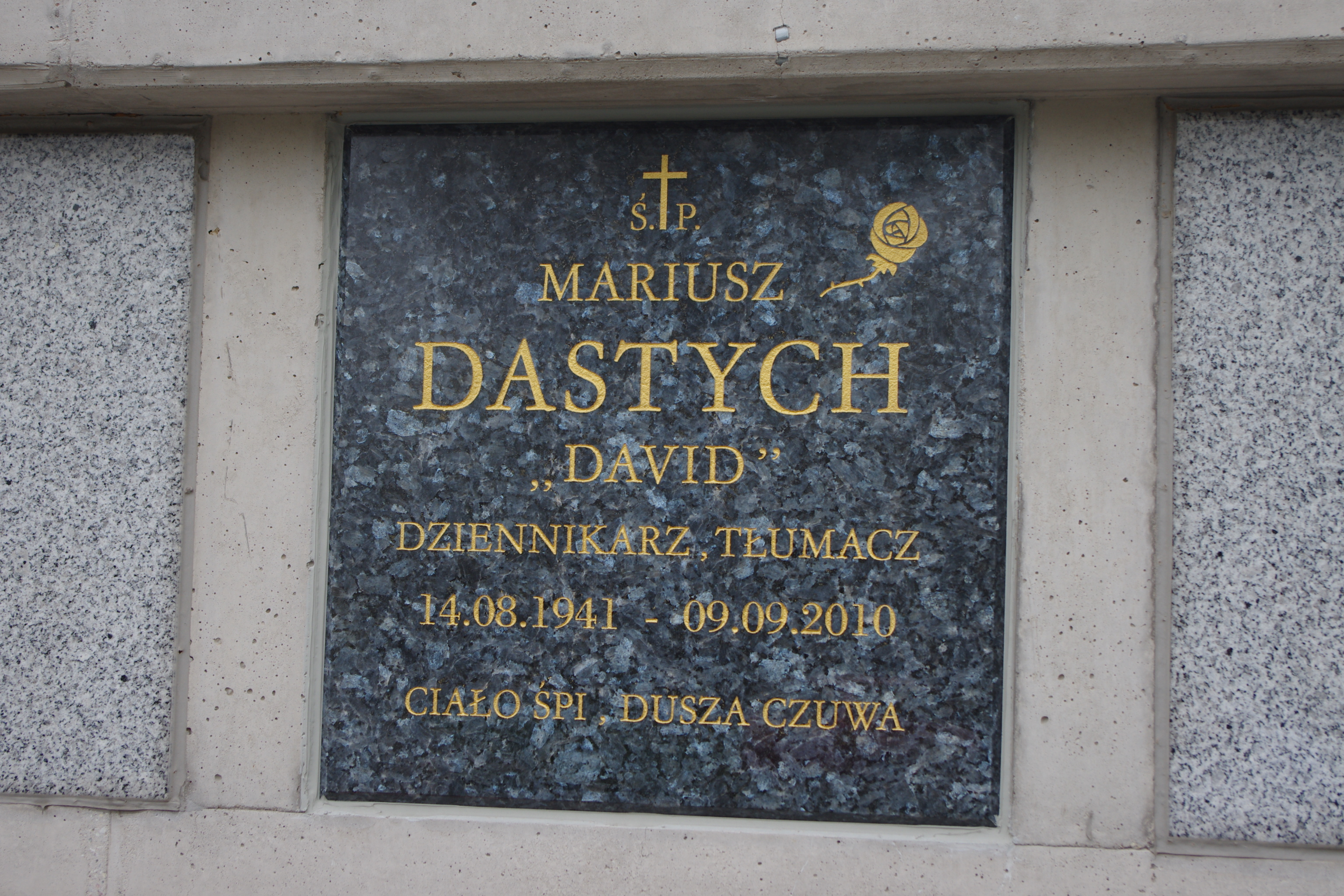
Grób pisarza i tłumacza Mariusza Dawida Dastycha (1941-2010) na cmentarzu komunalnym Północnym w Warszawie

Mariusz Dawid Dastych znany również jako David M. Dastych (ur. 14 sierpnia 1941 w Myślenicach, zm. 9 września 2010 w Warszawie) – polski dziennikarz i tłumacz, agent CIA.
Studiował dziennikarstwo, języki obce i politologię, po ukończeniu nauki zaangażował się w pracę dziennikarską dla polskich i zagranicznych agencji prasowych m.in. węgierskiej, radzieckiej i japońskiej. Od 1958 esperantysta, jeden z aktywniejszych członków Polskiej Młodzieży Esperanckiej, pracownik redakcji esperanckiej Polskiego Radia. Od 1961 współpracował z Polską Służbą Wywiadu Zagranicznego, trzykrotnie pracował poza granicami Polski, W latach 1961, 1968 i 1973 przebywał w krajach zachodniej Europy, USA, Chinach i Wietnamie, gdzie został werbowany przez CIA (1973 w Wietnamie Południowym). Po 1973 pracował jako analityk polityczny, był specjalistą od polityki ZSRR i krajów socjalistycznych Europy Wschodniej. Współpracował z licznymi placówkami dyplomatycznymi, od 1976 do 1981 był oficerem służb specjalnych, a od 1982 pełnił funkcję wiceprezesa i głównego analityka warszawskiego oddziału Japońskiej Organizacji Handlu Zagranicznego (JETRO). W 1987 polskie służby wywiadowcze odkryły, że Mariusz Dastych jest ukrytym szpiegiem pracującym dla CIA i japońskiego wywiadu polityczno-gospodarczego. Wyrokiem Izby Wojskowej Sądu Najwyższego został skazany na osiem lat więzienia i osadzony początkowo w Warszawie, a następnie w Barczewie. Po zmianie ustroju został zwolniony i zaczął pracować jako dziennikarz i tłumacz, pisał do polskich i zagranicznych czasopism, ponadto założył agencję handlową i biuro podróży. W 1994 podczas wspinaczki górskiej we Francji przeżył poważny wypadek, mimo złamania kręgosłupa długotrwała rekonwalescencja udała się i Mariusz Dastych mógł chodzić. Od 1999 pracował jako dziennikarz, tłumacz i analityk polityczny. Poza pisaniem felietonów i komentarzy do polskich i zagranicznych czasopism i serwisów informacyjnych zaczął pisać książki związane z historią polityki.
Został pochowany na komunalnym cmentarzu Północnym w Warszawie (B-III-1-1-42 – katakumby).